# Cerkev sv. Štefana, Sora
Župnijska cerkev sv. Štefana v Sori je neoromanska novogradnja iz 19. stoletja. Arhivar Anton Koblar piše, da je prvotna cerkev stala že v 13. stoletju, najkasneje 1470, ko jo je v nedeljo po malem šmarnu posvetil prvi ljubljanski škof Sigismund pl. Lamberg. Ta, starejša cerkev, ki je stala na kraju današnjega pokopališča, je bila večkrat prezidana, dokler se ni zaradi številnih predelav in slabih tal začela pogrezati in pokati. V letu 1884 pa je prišlo do popolne novogradnje po načrtih arhitekta Adolfa Wagnerja in stavbenika Franca Faleschinija. V Sori sta kot župnika službovala tudi dva znana slovenska literata: Valentin Vodnik (1784-1785) in Fran Saleški Finžgar (1908-1918).

## Opis
Cerkev je enoladijska z dvema zaključenima stranskima kapelama, ki od zunaj dajeta vtis prečne ladje. Njena fasada je razčlenjena z lizenami, polkrožno zaključenimi okni in podstrešnim ločnim frizom. Notranjščina je v celoti obokana in razčlenjena s pilastri, oprema je v slogu historizma. Prezbiterij je petosminski, s prislonjenima nadstropnima zakristijama ob straneh. Leta 1909 je bil tudi poslikan, avtor poslikav je Anton Jebačin. Strop krasijo Kristus in štirje angeli v medaljonih, ki jih obdaja vitična neoromanska ornamenika. To figuraliko je Jebačin povzel po Spominski kapeli v Münchnu. V navideznih nišah na stranskih stenah so pred svetlomodrim ozadjem naslikani zavetniki šestih podružnic župnije. Nad glavnim oltarjem se nahaja še iz stare cerkve ohranjena tabelna slika sv. Štefana baročnega slikarja Valentina Metzingerja, naslikana leta 1741, na kateri je upodobljeno svetnikovo kamenjanje pred Jeruzalemskim obzidjem. V tipično baročnem slogu so osebe upodobljene v sočasnih oblačilih. Zaradi številnih poškodb, predvsem povezanih s prekomerno izpostavljenostjo vlagi, je bila slika restavrirana vsaj štirikrat, nazadnje leta 2018. V postopku so restavratorji odkrili podobi mladega Savla na levi in moža ki pobira kamen na desni strani, saj sta prej zaradi saj in prahu potemneli in bili praktično nevidni. Nekateri deli so bili na žalost tako poškodovani, da jih je bilo treba naslikati na novo. Križev pot ob stranskih stenah je delo poljanskega slikarja Štefana Šubica, medtem ko so barvna okna, ki so nastala ob jubilejni 700 letnici župnije leta 1995, delo Marka Jermana.